# Futsal Świecie
Futsal Świecie – polski klub futsalowy z siedzibą w Świeciu, założony w 2021 roku.
W sezonach 2022/2023 oraz 2024/2025 dotarł do ćwierćfinału Pucharu Polski, przegrywając kolejno z Jagielloną Białystok (2:6) oraz Contractem Lubawa (0:6). Futsal Świecie występuje w I lidze futsalu od sezonu 2022/2023. W sezonie 2023/2024 zajął 2. miejsce w rozgrywkach I ligi, jednak nie awansował do Ekstraklasy, przegrywając w barażu z drużyną Gwiazda Ruda Śląska w dwumeczu (5:3, 2:6).
Na dwie kolejki przed końcem sezonu 2024/2025 Futsal Świecie pokonał Wiarę Lecha Poznań 10:4 (5:2 do przerwy), czym zapewnił sobie mistrzostwo I ligi oraz awans do Ekstraklasy na sezon 2025/2026.
Funkcję I trenera klubu pełni Marcin Mikołajewicz.

## Sukcesy
- Awans do Ekstraklasy (2025)

## Aktualny skład
Stan na sezon 2024/2025
| Nr               | Kraj      | Imię i nazwisko         |
| Bramkarze        | Bramkarze | Bramkarze               |
| ---------------- | --------- | ----------------------- |
| 1                | Polska    | Brajan Olkiewicz        |
| 22               | Polska    | Daniel Semrau           |
| 33               | Polska    | Karol Drażdżewski       |
| 44               | Polska    | Łukasz Cichowski        |
| 77               | Polska    | Bartosz Piotrowski      |
| Zawodnicy z pola |           |                         |
| 2                | Polska    | Piotr Kaczkowski (C)    |
| 3                | Polska    | Aleksander Olszewski    |
| 6                | Polska    | Mateusz Cyman           |
| 7                | Polska    | Karol Czyszek           |
| 8                | Polska    | Jakub Wiśniewski        |
| 9                | Polska    | Krzysztof Skomra        |
| 10               | Polska    | Marcin Mikołajewicz     |
| 11               | Polska    | Mateusz Komur           |
| 12               | Polska    | Szymon Kocieniewski     |
| 13               | Polska    | Mateusz Żurek           |
| 17               | Polska    | Krzysztof Elsner        |
| 19               | Polska    | Marcin Wanat            |
| 23               | Polska    | Maksymilian Lewandowski |
| 47               | Polska    | Adam Kolmajer           |
| 92               | Polska    | Marcin Mrówczyński      |
| 95               | Polska    | Oliver Zaręba           |
| 96               | Brazylia  | Davidson Silva          |